# Etheostoma percnurum
 Etheostoma percnurum és una espècie de peix de la família dels pèrcids i de l'ordre dels perciformes que habita a Kentucky, Virgínia i Tennessee, incloent-hi la conca del riu Tennessee. La seua distribució limitada (a Virgínia, per exemple, només hi és present a un sol rierol), la construcció d'embassaments, la sedimentació associada a les males pràctiques agrícoles, l'extracció de carbó i la tala d'arbres són les seues principals amenaces. És d'aigua dolça i bentopelàgic. Pot assolir els 4 cm de llargària màxima. Viu una mica més de dos anys com a màxim. Etheostoma lemniscatum, Etheostoma marmorpinnum i Etheostoma sitikuense foren incloses en Etheostoma percnurum en el passat, però posteriorment es va considerar que eren espècies diferents. És inofensiu per als humans.